# Giacomo Cattani
Giacomo Cattani (Brisighella, 23 de enero de 1823 - Rávena, 14 de febrero de 1887) fue un cardenal y arzobispo católico italiano, nuncio apostólico en Bélgica y España.
Nació el 23 de enero de 1823 en Brisighella. Cursó estudios en el Seminario Romano donde el 5 de septiembre de 1842 obtuvo el doctorado en Filosofía y poco después, el 12 de septiembre de 1845, el de Teología.
Se ordenó sacerdote el 20 de septiembre de 1845.
El 2 de mayo de 1866 fue nombrado internuncio en Holanda. Dos años más tarde, el 13 de marzo de 1868, es nombrado nuncio apostólico en Bélgica. Pocos días después, el 16 de marzo, fue preconizado arzobispo titular de Ancira. Permaneció en Bruselas hasta el 27 de abril de 1875 fecha en la que es nombrado secretario de la Congregación del Concilio.
Es nombrado nuncio apostólico en España el 20 de febrero de 1877 cuya sede estaba vacante tras la promoción cardenalicia del anterior titular, Giovanni Simeoni. Hasta el 24 de marzo no llega a Madrid donde permaneció hasta el 19 de noviembre de 1879.
El Papa León XIII lo elevó al rango de cardenal en el consistorio del 19 de septiembre de 1879, con el título de Santa Balbina y promovido a arzobispo de Rávena donde murió el 14 de febrero de 1887. 